# Aleksandar Mitrović
Aleksandar Mitrović (Serbiska: Александар Митровић), född 16 september 1994 i Smederevo, FR Jugoslavien, är en serbisk fotbollsspelare (anfallare) som spelar för Al-Hilal och det serbiska landslaget.

## Klubbkarriär
Mitrović blev som 18-åring utnämnd till en av de 10 största talangerna under 19 år av reportrar på Uefa.
Den 31 januari 2018 lånades Mitrović ut till Fulham över resten av säsongen 2017/2018. Den 30 juli 2018 blev det klart att Mitrović stannade i klubben på en permanent övergång och han skrev då på ett femårskontrakt. Den 27 augusti 2021 meddelade Fulham att Mitrovic skrivit på ett ytterligare kontrakt om fem år vilket löper ut 30 juni 2026.

## Landslagskarriär
Mitrović var under 2013 med och tog EM-guld med Serbiens U19-landslag.
I november 2022 blev Mitrović uttagen i Serbiens trupp till VM 2022.